# Человек из местечка
«Человек из местечка» (другие названия — «Давид Горелик», «Разрез эпохи», «Мечтатель») — советский немой художественный фильм режиссёра Григория Рошаля, снятый в 1930 году на Одесской фабрике ВУФКУ. Первоначальные названия — «Мечтатель», «Разрез эпохи».
Фильм не сохранился.

## Сюжет
Фильм показывал путь еврея от политически неграмотного подмастерья до коммуниста — директора обувной фабрики. Подручный кустаря-портного местечковый еврей Давид Горелик втайне мечтал о собственной мастерской и традиционно патриархальном уюте. Однако, после лихолетья Первой мировой войны, революции и гражданской войны в нём начало пробуждаться классовое самосознание.

## В ролях
- Вениамин Зускин — Давид Горелик
- Николай Надемский — старый еврей
- Сергей Петров — Шульбрандт
- Александра Попова
- Нина Ли — жена офицера, оперная артистка
- Б. Шелестов-Заузе — офицер
- Иван Франко — рабочий
- В. Комарецкий — матрос в театре
- Владимир Войшвилло — хулиган
- Е. Тимофеев — оперный тенор
- Семён Свашенко — эпизод

## Съёмочная группа
- Сценарист: Серафима Рошаль, Вера Строева
- Режиссёр: Григорий Рошаль
- Оператор: Михаил Бельский
- Художник: Исаак Махлис